# Hypnose 2
Série
Hypnose (film)
(1999)
Pour plus de détails, voir Fiche technique et Distribution.
Hypnose 2 (Stir of Echoes: The Homecoming) est un film américain réalisé par Ernie Barbarash, sorti en 2007.

## Fiche technique
Sauf indication contraire, les informations mentionnées dans cette section peuvent être confirmées par la base de données cinématographiques IMDb,  présente dans la section « Liens externes ».
- Titre original : Stir of Echoes: The Homecoming
- Titre français : Hypnose 2
- Réalisation : Ernie Barbarash
- Scénario : Ernie Barbarash
- Musique : Norman Orenstein
- Direction artistique : James Phillips
- Décors : Ingrid Jurek et Rosalie Board
- Costumes : Donna Wong
- Photographie : François Dagenais
- Son : Keith Elliott, Mark Zsifkovits
- Montage : Mitch Lackie
- Production : Philip Stilman et Claire Welland

Production déléguée : Michael Paseornek
- Sociétés de production[1] : Lions Gate Entertainment et Stir Productions
- Sociétés de distribution[1] : Lionsgate Television (TV - Monde entier), Lionsgate (États-Unis - DVD), Metropolitan Filmexport (France - DVD)
- Budget : n/a
- Pays d'origine :  États-Unis,  Canada
- Langue originale : anglais
- Format[2] : couleur - 2,35:1 - son Dolby Digital
- Genre : épouvante-horreur, thriller
- Durée : 89 minutes
- Dates de sortie[3] :
  - États-Unis : 20 mai 1991 (Téléfilm)
  - France : 1er avril 2011 (sortie directement en DVD et Blu-ray)[4]
- Classification[5] :
  -  États-Unis : R – Restricted (Les enfants de moins de 17 ans doivent être accompagnés d'un adulte) (Classé R pour un contenu violent, des images et un langage dérangeants).

## Distribution
- Rob Lowe : Ted Cogan
- Marnie McPhail : Molly Cogan
- Ben Lewis (XI) : Max Cogan
- Tatiana Maslany : Sammi
- Shawn Roberts : Luke
- Vik Sahay : Farzan
- Colin Williams : Drexel
- P.J. Lazic : Nunez
- Elias Zarou : Officier irakien
- Nicholas Carella : Kablinsky
- Cristine Prosperi : Fille irakienne
- Bill Lake : Colonel
- Neil Crone : Gary
- Katya Gardner : April
- Krista Sutton : Tessa
- Mike 'Nug' Nahrgang : Garde de sécurité